# Les Monstres de l'espace (roman)
Ne doit pas être confondu avec Des hommes et des monstres.
Les Monstres de l'espace est le 18e roman de la série Bob Morane écrit par Henri Vernes et publié en 1956 pour les éditions Gérard et Cie dans la collection Marabout junior (n°86).

## Personnages
- Bob Morane
- Allan Wood : ami de Bob Morane, il habite Walobo dans le centre de l'Afrique. Il guide les touristes dans des safaris.
- Leni Wood : femme de Allan Wood depuis La Vallée des brontosaures.
- Aristide Clairembart : archéologue, ami de Bob Morane.
- Paul Rivière : biologiste. Il veut tenter de prouver qu'il existe une vie extra-terrestre.
- M'Booli : serviteur d'Allan Wood. Ancien membre de la tribu des Balébélés.
- Bankûtuh : chef de la tribu des Balébélés. Il est fortement hostile à l'entrée des Blancs sur son territoire.
- N'Dolo : guerrier balébélé.
- H'Elé : guerrier balébélé.
- Commandant Bauer : commandant de la division chargée de détruire le monstre de l'espace en Lozère.
- Lieutenant Perret : succède à Bauer après sa mort.

## Résumé
Un aérolithe s'écrase en Afrique sur le plateau inaccessible de la tribu des Balébélés. Quelques mois plus tard, une entité y apparaît, tue les êtres vivants qu'elle rencontre et leur suce toutes leurs substances internes. Paul Rivière, un biologiste intéressé par l'exobiologie, va enquêter sur place, accompagné de son ami, l'archéologue Aristide Clairembart, et de Bob Morane. 
À Walobo, ils s'adjoignent le guide Allan Wood et partent pour le plateau des Balébélés, où Morane et Wood ont déjà pénétré dans La Vallée des brontosaures. Les Balébélés sont terrifiés depuis l'apparition du monstre que l'on croit d'origine extraterrestre. Toute arme semble contre lui désuète. Après l'avoir surveillé pendant quelques jours, le groupe s'aperçoit que la créature semble mourir de sa belle mort. Elle s'enfonce finalement dans un marécage d'où il reparaîtra plus.
Paul Rivière ramène chez lui en Lozère un fragment de roche semblant venir de l'aérolithe. Quelques semaines plus tard, Bob Morane reçoit un appel du savant qui le demande de toute urgence. Une nouvelle créature est apparue, cette fois dans le Gévaudan, et y tue les animaux qu'elle rencontre de la même façon que l'autre entité en Afrique. Cette créature est née du fragment de roche ramené du plateau des Balébélés. Rivière appelle l'armée à la rescousse. Son chef, le commandant Bauer, agit de façon plutôt irréfléchie en attaquant la créature sans prendre de précaution. Il est tué dans le combat. Morane et Rivière découvrent plus tard le monstre dans une caverne, mort de façon inexplicable.